# Tiorre
Tiorre è una minuscola frazione del comune di Langhirano, in provincia di Parma.
La località dista 5,93 km dal capoluogo.

## Geografia fisica
La frazione, distinta nelle vicine località collinari di Case di Tiorre e Chiesa di Tiorre, sorge sui primi rilievi appenninici, nella valle del torrente Cinghio.

## Origini del nome
La località, nota in epoca medievale come Tuliore o Toliore, deriva il suo nome dal latino Tulliola, in riferimento alla gens Tullia, oppure da Locum Tutiorem, col significato di "luogo più sicuro" grazie alla collocazione geografica elevata.

## Storia
La prima testimonianza dell'esistenza di un centro abitato a Tiorre risale al 935, quando in una pergamena fu menzionato un certo Rambertus de Tuliore.
Il castello fu edificato nell'attuale località di Chiesa di Tiorre, probabilmente nella prima metà dell'XI secolo dalla famiglia di Attone de Comitatu Parmensi, appartenente a una famiglia di conti o di ricchi militari, proveniente da Parma o dalle sua immediate vicinanze.
Nel 1091 il maniero risultava invece appartenere a una certa Aslasia, figlia di Alberto, esattore delle gabelle di Parma.
In seguito il feudo passò sotto il diretto controllo del Comune di Parma, che nel 1258 destinò le colline di Tiorre a piantagione di ulivi.
Agli inizi del XIV secolo gli Scorza occuparono il castello; nel 1316 Cabrietto Scorza vi accolse l'alleato Giberto III da Correggio in seguito alla sua cacciata da Parma. L'anno seguente le truppe parmigiane assediarono l'edificio e costrinsero il proprietario alla resa; il feudo tornò sotto il controllo del Comune di Parma, ma il borgo, le mura e il maniero furono completamente distrutti, a eccezione della torre del mastio.
Agli inizi del XV secolo i Rossi, in guerra coi Terzi, occuparono il feudo e vi edificarono una bastia, che fu conquistata nel 1405 da Giacomo Terzi. Nel 1409, in seguito all'uccisione di Ottobuono de' Terzi, la moglie e il fratello Giacomo si rifugiarono nel castello di Guardasone e inviarono un manipolo di guastatori a Tiorre allo scopo di distruggere la bastia per non farla cadere nelle mani dei Rossi; tuttavia, questi ultimi il giorno seguente, approfittando delle parziali distruzioni, la occuparono e la fortificarono.
Nel 1415 l'imperatore del Sacro Romano Impero Sigismondo di Lussemburgo investì ufficialmente del feudo Pier Maria I de' Rossi, che ne ricevette conferma anche nel 1425 da parte del duca di Milano Filippo Maria Visconti.
Nel 1465 Pier Maria II de' Rossi destinò nel testamento Tiorre al figlio illegittimo Ottaviano, che tuttavia premorì al padre; nel 1470 il duca Galeazzo Maria Sforza confermò al Conte l'investitura feudale su Tiorre.
Tuttavia, pochi anni dopo, durante la guerra dei Rossi, il maniero fu conquistato dalle truppe milanesi e nel 1482 Ludovico il Moro lo restituì al Comune di Parma.
Nei decenni successivi, San Michele Tiorre divenne sede di giurisdizione feudale, comprendente oltre a Tiorre anche i borghi di Barbiano, Paderno e San Michele de' Gatti. Verso la fine del XVI secolo i duchi Farnese assegnarono il feudo al conte Cosimo Masi; nel 1600 gli succedette il figlio Giovan Battista, che a causa degli ingenti debiti paterni fu costretto nel 1604 a vendere i diritti a Gian Antonio e Lelio Sozzi.
In seguito all'abolizione napoleonica dei diritti feudali del 1805, l'anno seguente San Michele Tiorre fu aggregata al comune di Felino, mentre Tiorre passò a quello di Langhirano.

## Monumenti e luoghi d'interesse

### Chiesa di Santa Maria Assunta
Semidistrutta dal terremoto del 15 luglio del 1971, l'antica chiesa fu completamente ricostruita in forme moderne tra il 1975 e il 1976; il luogo di culto, retto da due pareti in calcestruzzo armato a vista, è coperto da un tetto a falda unica in rame elettrolitico e illuminato dalla facciata in vetrocemento.

### Castello
Edificato entro la prima metà dell'XI secolo forse dalla famiglia di Attone de Comitatu Parmensi, nel XII o XIII secolo passò sotto il controllo del Comune di Parma; occupato dagli Scorza agli inizi del XIV secolo, fu riconquistato e quasi interamente distrutto dai parmigiani nel 1316; riedificato dai Rossi nei primissimi anni del XV secolo, cadde in rovina nei decenni seguenti; restituito al Comune di Parma nel 1482, fu completamente abbandonato, fino alla sua scomparsa nei secoli successivi.